# Kostel svatého Cyrila a Metoděje (Lužice)
Kostel svatého Cyrila a Metoděje v Lužici je římskokatolický kostel, zasvěcený sv. věrozvěstům Cyrilu a Metoději. Je farním kostelem farnosti Lužice u Hodonína.

## Historie
Stavba kostela započala roku 1872 položením základního kamene, na místě původní zvonice. Chrám byl dostavěn roku 1874. Tentýž rok byl i vysvěcen. Jeho patronem se stal sv. Martin. Roku 1925 kostel obdržel nový zvon. Tentýž rok kostel změnil i patrona, kterým se stali sv. bratři Cyril a Metoděj. Dne 24. června 2021 večer poničilo okolí kostela tornádo, kostel však nebyl poškozen.

## Vzhled
Chrám disponuje věží, na které se nacházejí věžní hodiny.

### Interiér
V kněžišti je zavěšena oltářní malba sv. Cyrila a Metoděje z roku 1934, kterou namaloval akad. malíř Jano Köhler. Za kněžištěm je sakristie. V zadní části kostela se nachází kůr s varhanami.

### Exteriér
Kostel tvoří dominantu velké návsi. Při boku kostela stojí kamenný kříž. V parčíku před chrámem se nachází řada soch.

## Galerie

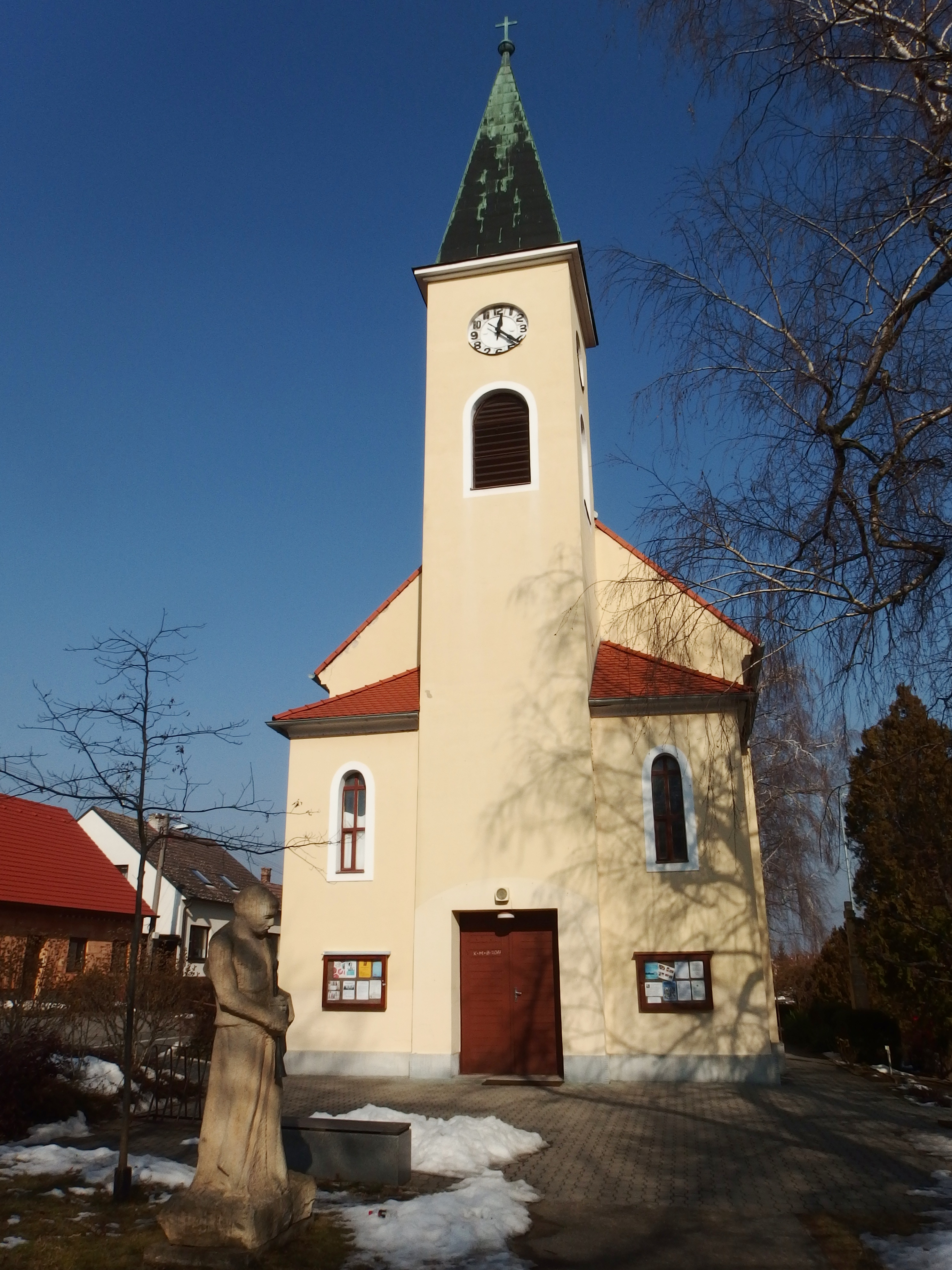
Pohled zepředu
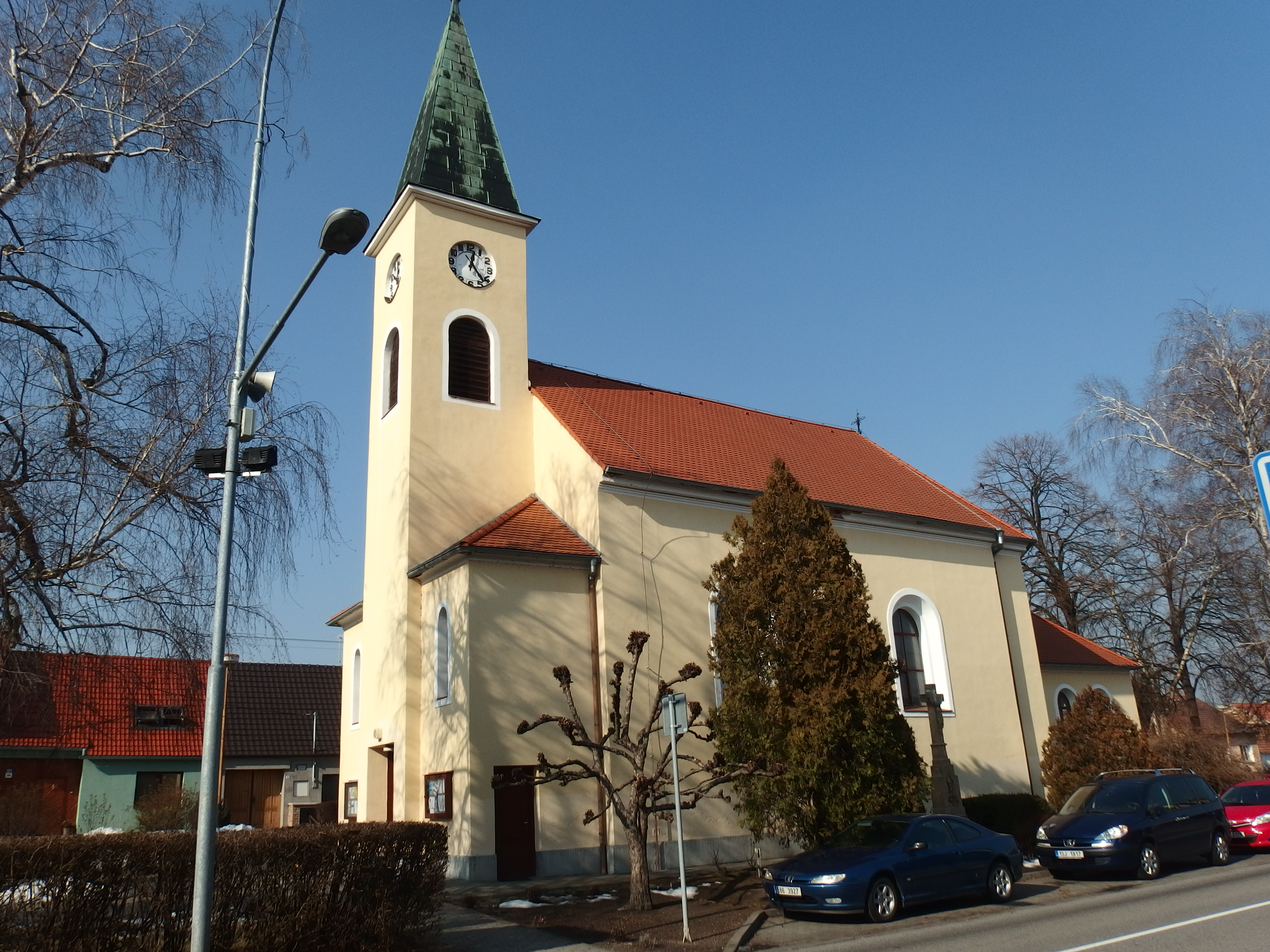
Pohled zboku
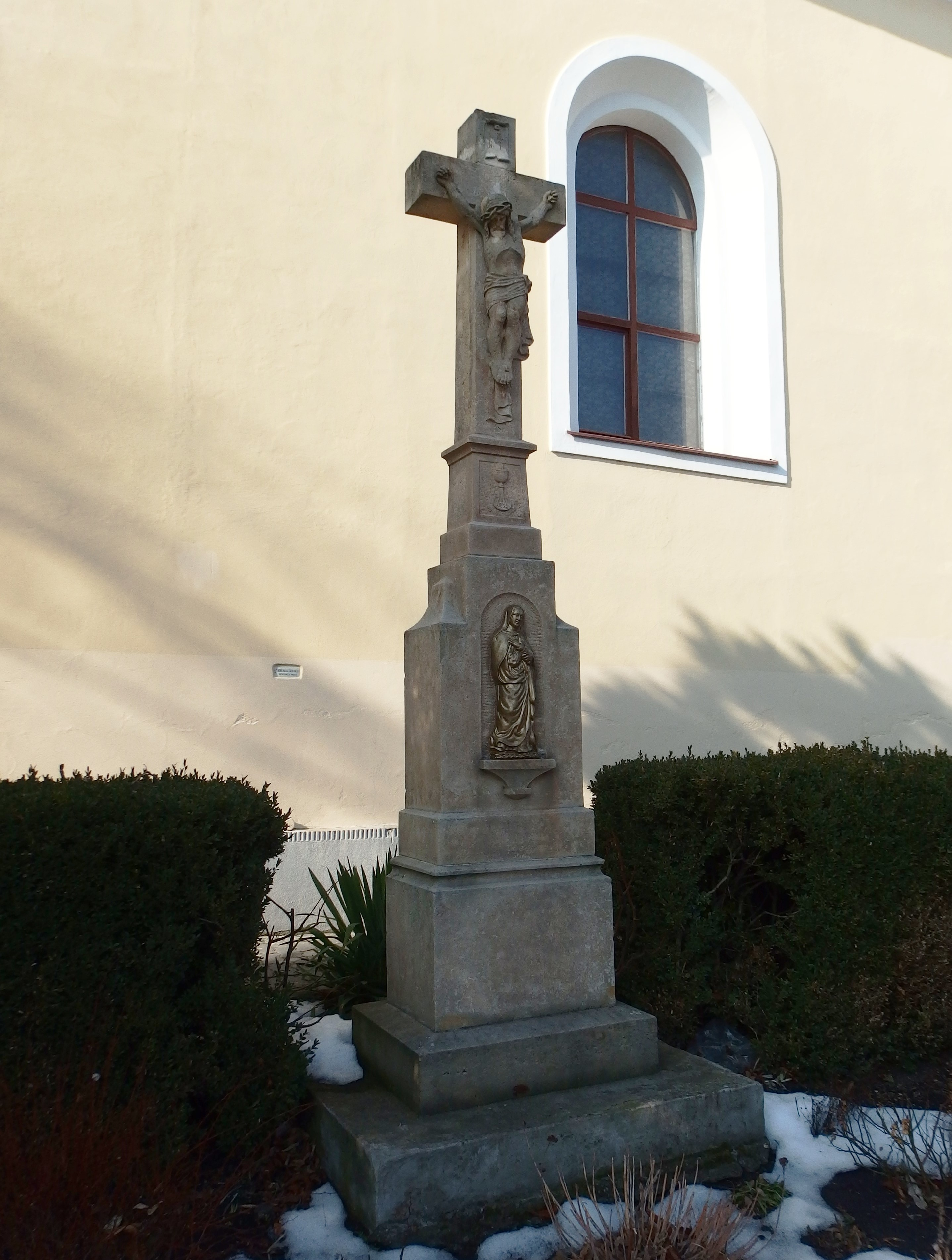
Kříž u kostela